# غريغ كينغ (محامي)
غريغ كينغ (بالإنجليزية: Greg King)‏ هو موزع ‏ ومحامي نيوزيلندي، ولد في 17 سبتمبر 1969 في وانجانوي في نيوزيلندا، وتوفي في 3 نوفمبر 2012 في Newlands, Wellington ‏ في نيوزيلندا.